# Crostwitz
Crostwitz (în limba sorabă de sus Chrósćicy) este o comună din landul Saxonia, Germania.
Municipalitatea este amplasată în Teritoriile de așezări sorabe ancestrale.

## Personalități născute aici
- Jurij Koch (n. 1936), scriitor.

1. ↑  Alle politisch selbständigen Gemeinden mit ausgewählten Merkmalen am 31.12.2018 (4. Quartal) (în germană), Statistisches Bundesamt[*], arhivat din original la 10 martie 2019, accesat în 10 martie 2019